# Скинуокер
В культуре навахо перевёртыш (навахо yee naaldlooshii), кожеходилец, шкуроход или скинуокер (англ. Skin-walker) — тип вредоносной ведьмы, которая может превращаться или маскироваться под животное и человека. Этот термин никогда не используется для исцеляющих или положительных существ.

## За кулисами
С языка навахо yee naaldlooshii переводится как «с его помощью оно идёт на четвереньках». Yee naaldlooshii скорее всего, является самым распространённым видом скинуокеров в хоррор-литературе, сделанной людьми, которые не относятся к навахо.
Ведьмы навахо, в том числе оборотни, представляют собой полную противоположность культурным ценностям народа навахо. В то время как местные целители и деятели культуры известны как знахари или другими положительными терминами на местном, коренном языке, ведьмы считаются злом, совершающим извращённые церемонии и использующим магию, извращая традиционные добрые дела знахарей. Чтобы совершать добрые дела, традиционные целители изучают как добрую, так и злую магию. Большинство может справиться с ответственностью, но некоторые люди могут испортиться или стать ведьмами.
Легенда о перевёртышах не очень хорошо понята за пределами культуры навахо, как из-за нежелания обсуждать эту тему с посторонними, так и из-за отсутствия жизненного опыта. Для понимания данной темы нужны представители коренного народа, откуда она происходит. Сам народ навахо неохотно раскрывает знания об оборотнях чужеземцам или вообще не обсуждает это с теми, кому не доверяет.
Среди людей, которые верят в данное существо, не принято говорить на эту тему с незнакомцами, так как незнакомый может сам оказаться скинуокером, замаскированным под человека. Согласно поверьям жителей юго-запада США, если с перевёртышом говорить на тему перевёртышей, то это существо начнет преследовать.

## Легенда
К животным, связанным с колдовством, обычно относится кто-то хитрый, такие как койот; однако могут быть и другие создания, связанные со смертью или плохими намерениями. Они также могут обладать животными или людьми и ходить в их телах. Скинуокеры могут быть как мужского пола, так и женского.
Истории о перевертышах, рассказываемые среди детей навахо, могут быть полной борьбой не на жизнь, а на смерть, которые заканчиваются тем, что оборотень или навахо убивают другого, или историями о частичных столкновениях, которые заканчиваются тупиком. Истории встреч могут быть сочинены как истории победы навахо, когда оборотни приближаются к хогану и их отпугивают.
Некоренные интерпретации историй о скинуокерах обычно принимают форму историй о частичных встречах в дороге, где главный герой временно уязвим, но затем убегает от скинуокера способом, который традиционно не встречается в историях навахо. Иногда дети навахо берут европейские народные сказки и заменяют иностранных злодеев на характерных себе, часто на скинуокера.